# Водопроводная улица (Одесса)
Улица Водопроводная — улица в Одессе. Идёт от Пантелеймоновской улицы и переходит в Люстдорфовское шоссе. Считается одной из границ исторической части Одессы.

## История
На картах города — с 20 сентября 1902 года. Название связано с первым одесским водопроводом Днестр-Одесса, открытым 3 сентября 1873 года и прошедшим по этой улице.
При советской власти несколько раз меняла название — с 4 ноября 1927 по 1933 год — улица Подпольной иностранной коллегии, в 1933—1938 — улица Петренко в честь Петра Кондратьевича Петренко, борца за установление советской власти в Одессе. В 1938—1941 — улица им. ХХ-летия пожарной охраны.
С 1941 — снова Водопроводная.

## Достопримечательности

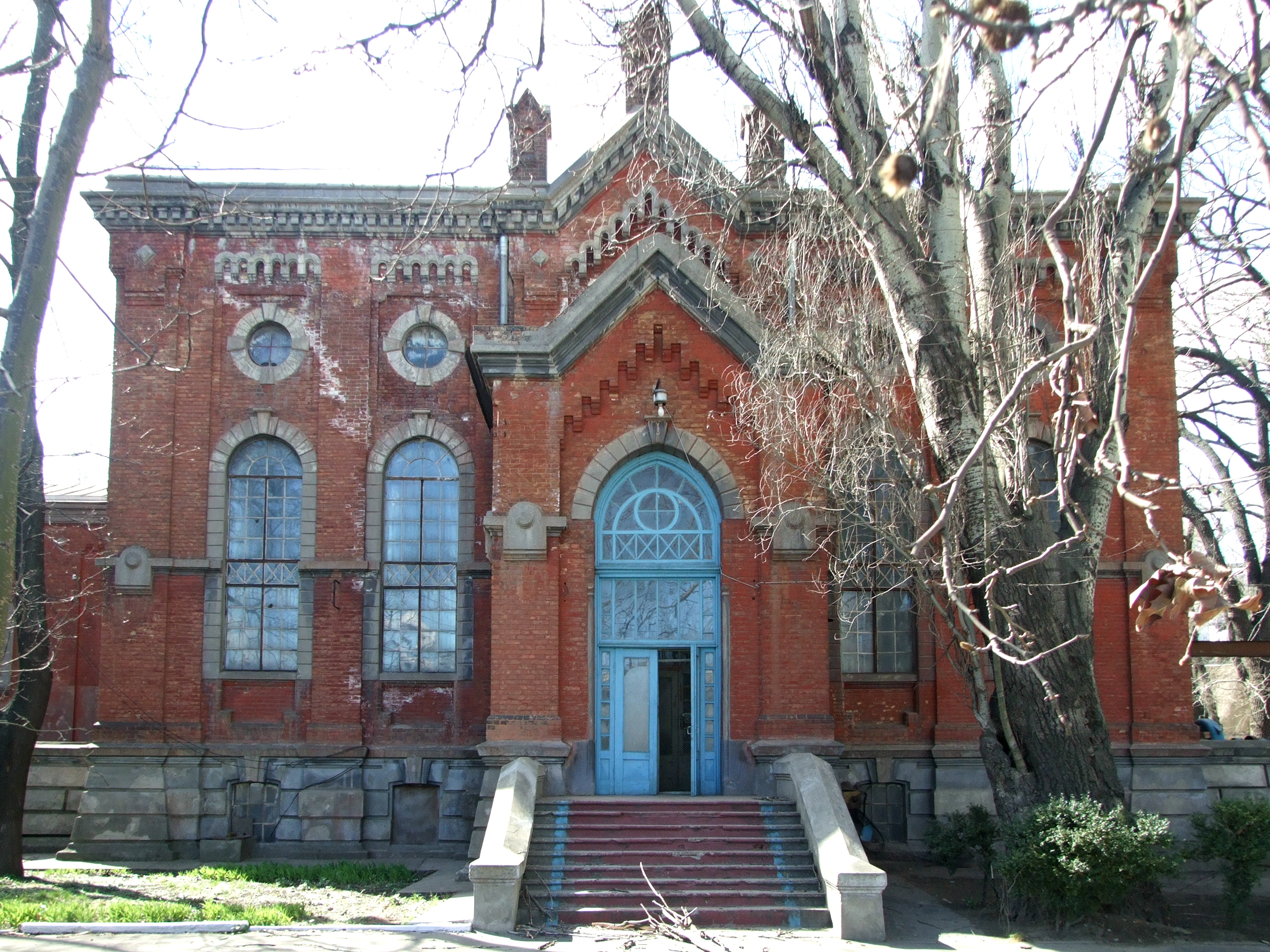
Главное здание Водонасосной станции

д. 15 — Водонасосная станция (1892, архитекторы Л. Влодек и С. Ландесман).
Трамвайное депо (архитектор А. Минкус)
У железнодорожного моста на улице снят эпизод фильма «Весна на Заречной улице».

## Известные жители
д. 8 ранее принадлежал отцу писателя Н. Г. Гарина-Михайловского.